# Île de la Plata
L'île de la Plata est une petite île sur la côte de la province de Manabí, Équateur, faisant partie du parc national de Machalilla. On peut y accéder par bateau depuis la ville de Puerto López.

## Faune
Sur l’île, on rencontre en grande quantité de fous à pieds bleus (sula nebouxii) et de frégates superbes (fregata magnificens). Parmi les autres espèces d'oiseaux qu'on peut y rencontrer, il faut signaler le Fou à pieds rouges (sula sula), le Fou de Grant ou de Nazca (sula granti), l'Albatros des Galapagos (phoebastria irrorata) et le Paille-en-queue (phaeton aethereus), car cette île est l'unique lieu de nidification sur la partie continentale de l'Équateur, pour ces quatre espèces.
On peut parfois rencontrer au large de l'île l'Otarie des Galápagos. De plus, les baleines à bosse (Megaptera novaeangliae) représentent l’une des attractions principales lors d’un voyage vers l’île, entre juin et septembre, lorsque ces mammifères viennent du sud pour la saison de reproduction. 
Des visites guidées sont proposées sur quelques chemins de l’île, dans le respect de certains lieux de nidification protégés.

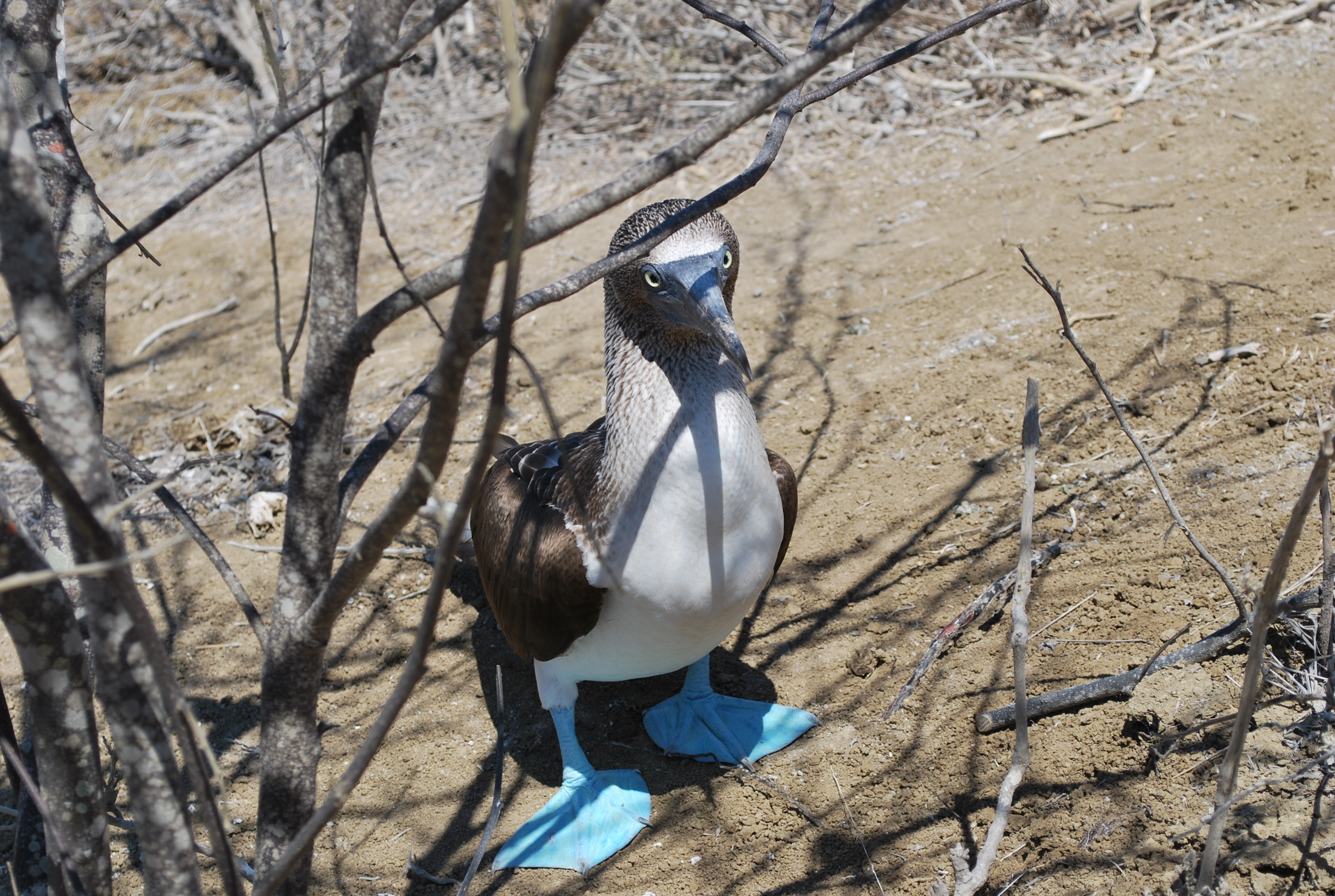
Fou à pieds bleus sur l'île de la Plata.